# Усть-Святицкий Спасский монастырь
Усть-Святи́цкий Спа́сский монасты́рь — вятский монастырь, действовал в 1645—1685 годах.
Локализация монастыря дискуссионна. Он располагался в среднем течении Чепцы, крупнейшего левого притока Вятки. Не ясно однако, на какой из двух Святиц он располагался. До сих пор считалось, что монастырь располагался на Святице, правом притоке Чепцы, недалеко от нынешних Фалёнок (Кировская область). Однако недавно было высказано и аргументировано мнение, что монастырь находился в устье другой Святицы — правого притока Чепцы, на территории нынешнего Слободского района Кировской области.
Монастырь был основан в 1645 году игуменом Антонием (Ашихминым) вблизи устья реки Святицы, на землях, данных монастырю правительством на оброк. По грамоте патриарха Иосифа от 4 августа 1647 года была построена деревянная церковь во имя Нерукотворного образа Спасителя с приделом во имя Алексия человека Божия.
В 1662 году на монастырских землях насчитывалось 30 крестьянских дворов, однако позже монастырь стал приходить в упадок и уже к 1678 году число дворов сократилось до пяти. В 1685 году монастырь был вовсе закрыт. На месте монастыря до настоящего времени сохранилось село Игумново.
Усть-Святицкий монастырь, и вятские окраинные монастыри в целом, сыграли важную роль в освоении и заселении новых земель. Они расчищали лес, распахивали новые пашни, осваивали покосы, приглашали крестьян. Кроме того, велика роль этого монастыря и в просвещении местного населения — удмуртов, в проповеди им православия.